# Försöksstationen Palmen

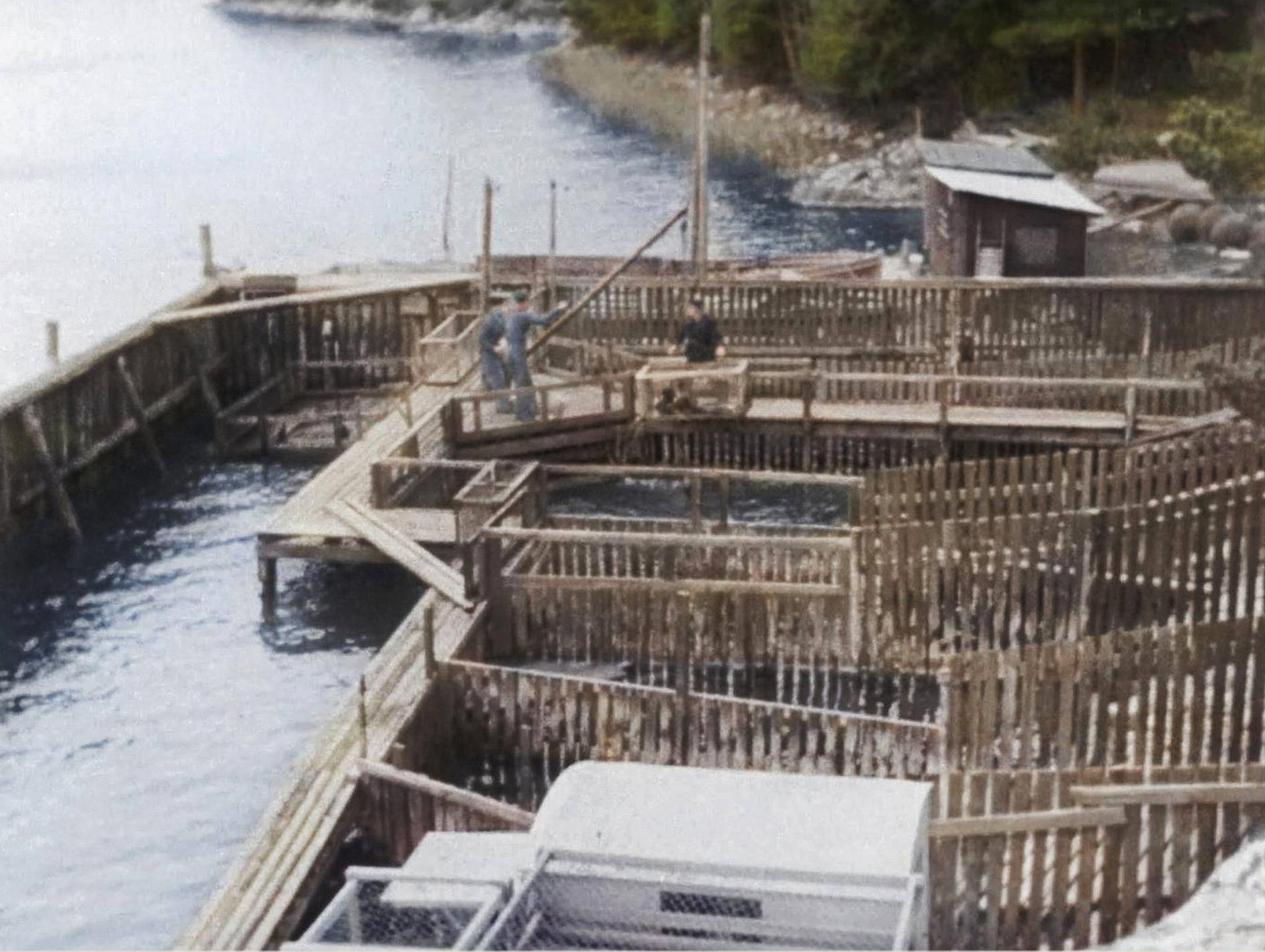
Sälstationens bassänger 1943. Ur arkivfilm 10338, Armé- Marin och Flygfilm

Försöksstationen Palmen (även kallad Operation Palmen) var en hemlig militäranläggning vid Långgarnsfjärden på Gålö i nuvarande Haninge kommun, Stockholms län. Under andra världskriget tränades här gråsälar och knubbsälar att bland annat leta efter fientliga ubåtar i undervattensläge. Verksamheten upphörde i april 1945. I ett EU-projekt kallat Footprints of Defence in the Archipelago öppnades 2018 den gamla sälstationen för allmänheten.

## Historik

### Bakgrund

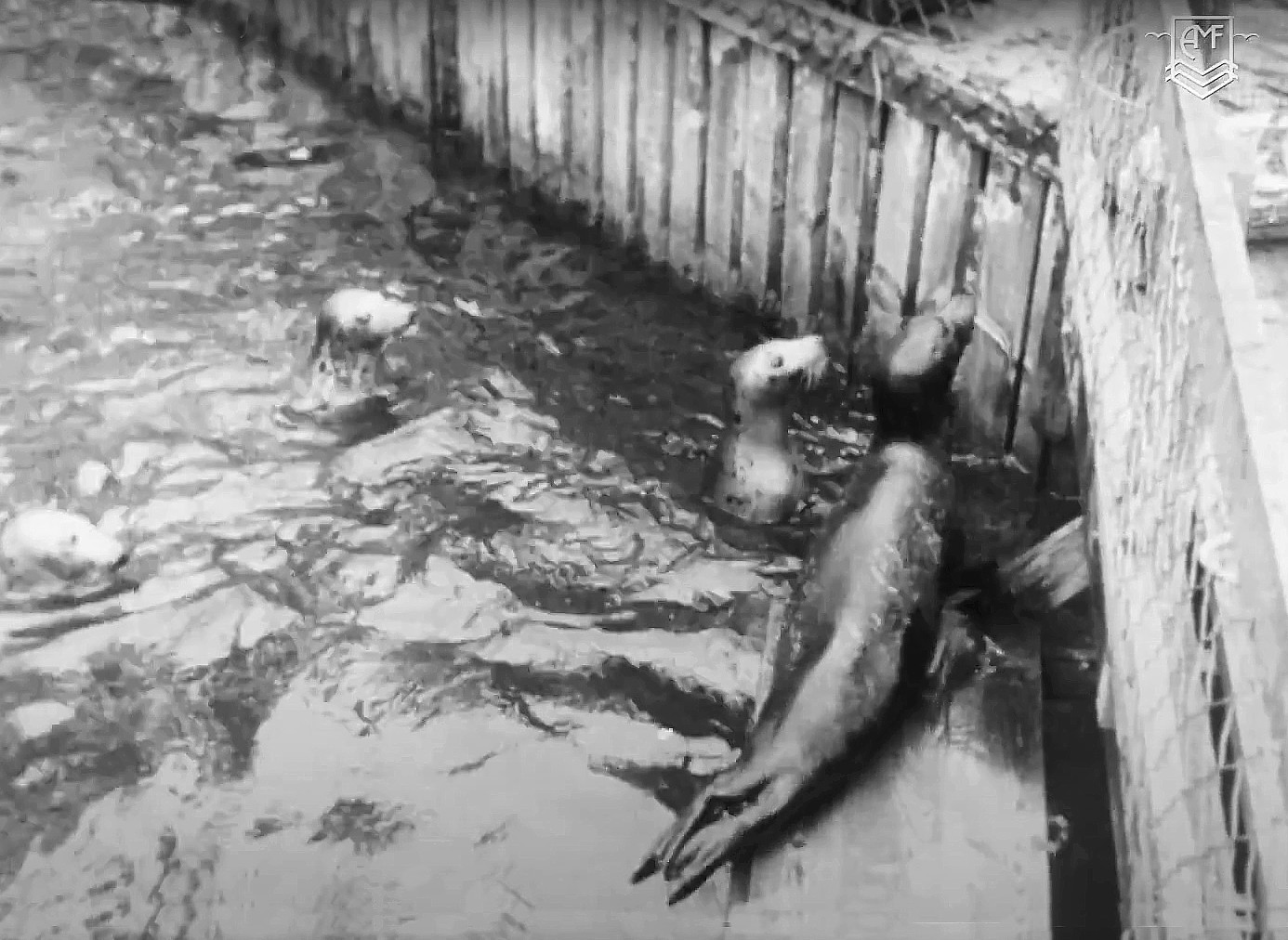
Sälar i sälbassängen. Ur arkivfilm 10338, Armé- Marin och Flygfilm

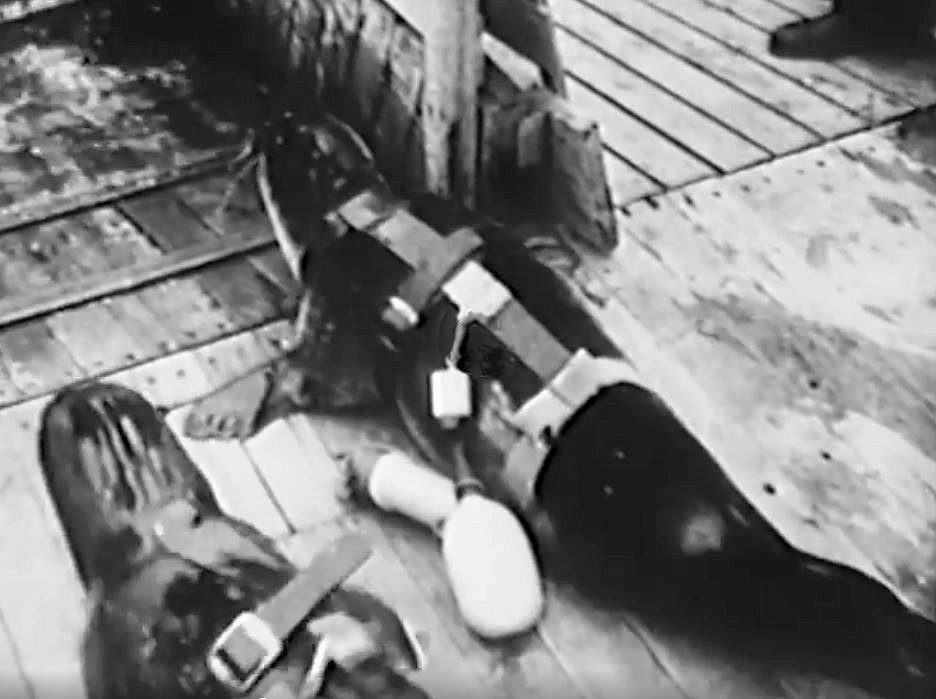
Två sälar med utrustning på ryggen. Ur arkivfilm 10338, Armé- Marin och Flygfilm

Under andra världskriget kränktes svenska vatten ofta av ubåtar från främmande makt. Omkring 20 svenska handelsfartyg sänktes mellan 1940 och 1945 av främmande ubåtar, några från Sovjetunionen. Det var huvudsakligen de svenska järnmalmexporterna till tysk krigsindustri som Sovjetunionen ville stoppa. Svenska försvaret hade tidigt utvecklat en sonar, men den fungerade inte tillräcklig bra. Militären funderade över hur man skulle ta sig an problemet. 
Psykologen och beteendevetaren Valdemar Fellenius kom då med förslaget att använda för uppgiften tränade sälar att söka efter fientliga ubåtar och minor. Han visste att sälar var lättränade, intelligenta och mycket bra simmare som även kunde dyka djupt (ner till 60 meter). Fellenius satsade själv pengar i projektet och 1940 gick även Marinen in med medel och tecknade ett avtal med Fellenius. Operationen var topphemlig och fick täcknamnet Palmen efter det specialbyggda fartyg vilket transporterade sälarna ut till öppet hav för träning. Fartyget hade en öppning i botten med ett sluttande plan där sälarna kunde släppas ut och tas emot.

### Anläggningen och verksamheten
Till en början låg forskningsstationen i Säck, en liten naturhamn i närheten av Möja. Efter ett halvår där brann huvudbyggnaden ner och verksamheten flyttades till Gålö och Långgarnsfjärden. Vid Långgarnsfjärdens norra sida fanns en skyddad plats och personalen kunde nå stationen landvägen. I en liten stuga bosatte sig projektledaren Fellenius med hustru Jutta och sonen Per under fyra år. Till bemanningen hörde även ett antal värnpliktiga, en kock, djurskötaren Tore Glemmefors från Skansens zoo-avdelning, dykaren Per Edvin Fälting samt vakter. Fälting blev sedermera bekant som bärgningsledare vid bärgningen av regalskeppet Vasa 1961.
Totalt var det åtta till elva personer som arbetade på stationen under tystnadslöfte och helt isolerade från omvärlden. Från avstånd såg anläggningen ut som en vanlig brygga och väckte ingen större uppmärksamhet. Om någon frågade så höll man på med medicinska experiment på sälar. 
I vattnet anlades åtta bassänger, inhägnade av pålverk. Man hade plats för totalt 50 sälar, men i anläggningen fanns aldrig mer än ett 20-tal djur. De hade infångats som kutar på isarna i Bottenviken och togs sedan till Gålö-stationen. Så småningom blev de tama och några fick egna namn som Pottifar, Lotta, Bigge och Pelle. Den senare kom att bli mest framgångsrik. Han kallades även Flygar-Pelle eftersom han glömdes en gång i ett transportplan och upptäcktes inte förrän planet var tillbaka i hangaren. Träningen gick ut på att sälarna skulle lokalisera ubåtar, minor och torpeder ner till 50 meters djup. 
Djuren utrustades med en sorts gummisele på vilken det fanns en dragg med små hullingar eller ankare som fastnade på en ubåt. Sälen ryckte sig loss och utrustningen satt kvar på ubåten. Sedan skickades en boj med ljussignal i form av en karbidlampa till ytan som kunde indikera var ubåten befann sig. Fellenius använde även magneter med radiosändare som fastnade på ubåtarna när sälarna simmade förbi dem. Först tränades sälarna på ubåtsattrapper och därefter agerade ubåten Sjölejonet "fiende" under sin befälhavare Bengt Hedlund. 19 gånger av 20 hittade sälarna ubåten. Förutom sälar tränade Fellenius även berguvar, örnar och duvor för luftspaning. Försöken med duvor fungerade bra men örnarna mådde inte bra. En dog och den andre släpptes fri.
I juli 1942 sattes stationens sälar Pelle och Lotta in i sökandet i Västerviks skärgård efter en sovjetisk ubåt som hade torpederat ett handelsfartyg. Försöket avbröts på grund av dåligt väder eftersom fartyget Palmen inte klarade hård sjö. Pelle deltog i april 1943 även i sökandet efter den på västkusten sjunkna ubåten Ulven. Pelle misslyckades dock med sitt uppdrag. Han hade blivit utsatt på fel ställe, flera kilometer från olycksplatsen.
På hösten 1943 avslutade marinen verksamheten vid Långgarnsfjärden, man ansåg att kostnaderna var för höga i förhållande till resultaten. Fellenius fortsatte dock sin forskning och träning på egen bekostnad fram till april 1945. Efter nedläggningen släpptes de flesta sälarna ut i havet, men två lämnades till Skansen, bland dem Pelle som fick klappas av besökare. Fellenius erbjöds att starta ett liknande projekt i USA men avböjde.

### Historiska bilder

Stillbilder från en färglagd svartvit film från 1943, producerad av Armé- Marin- och Flygfilm. Arkivfilm AMF 10338: Demonstration av försöksverksamheten "Palmen"
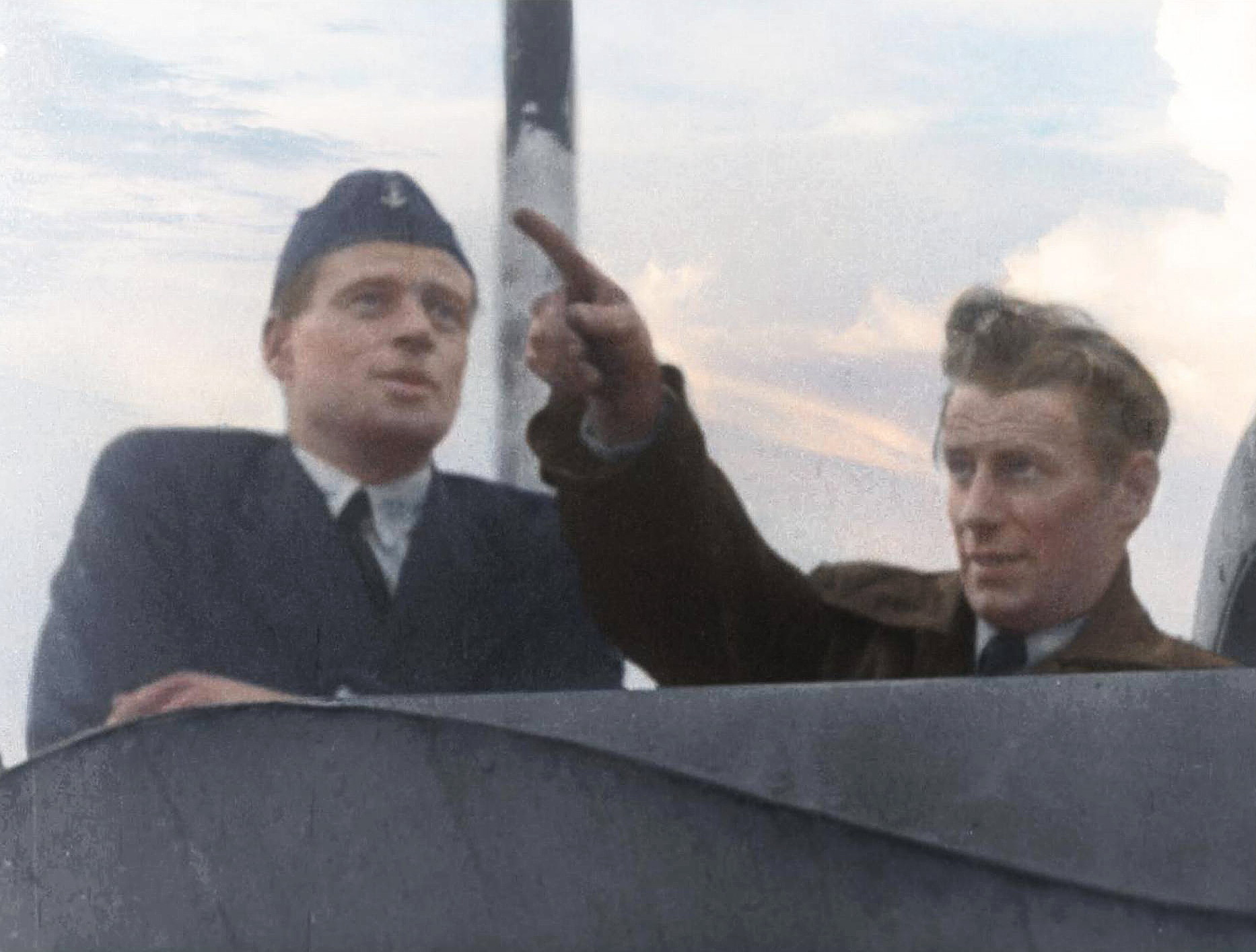
Projektledare Valdemar Fellenius (till höger) och ubåtskapten Bengt Hedlund.
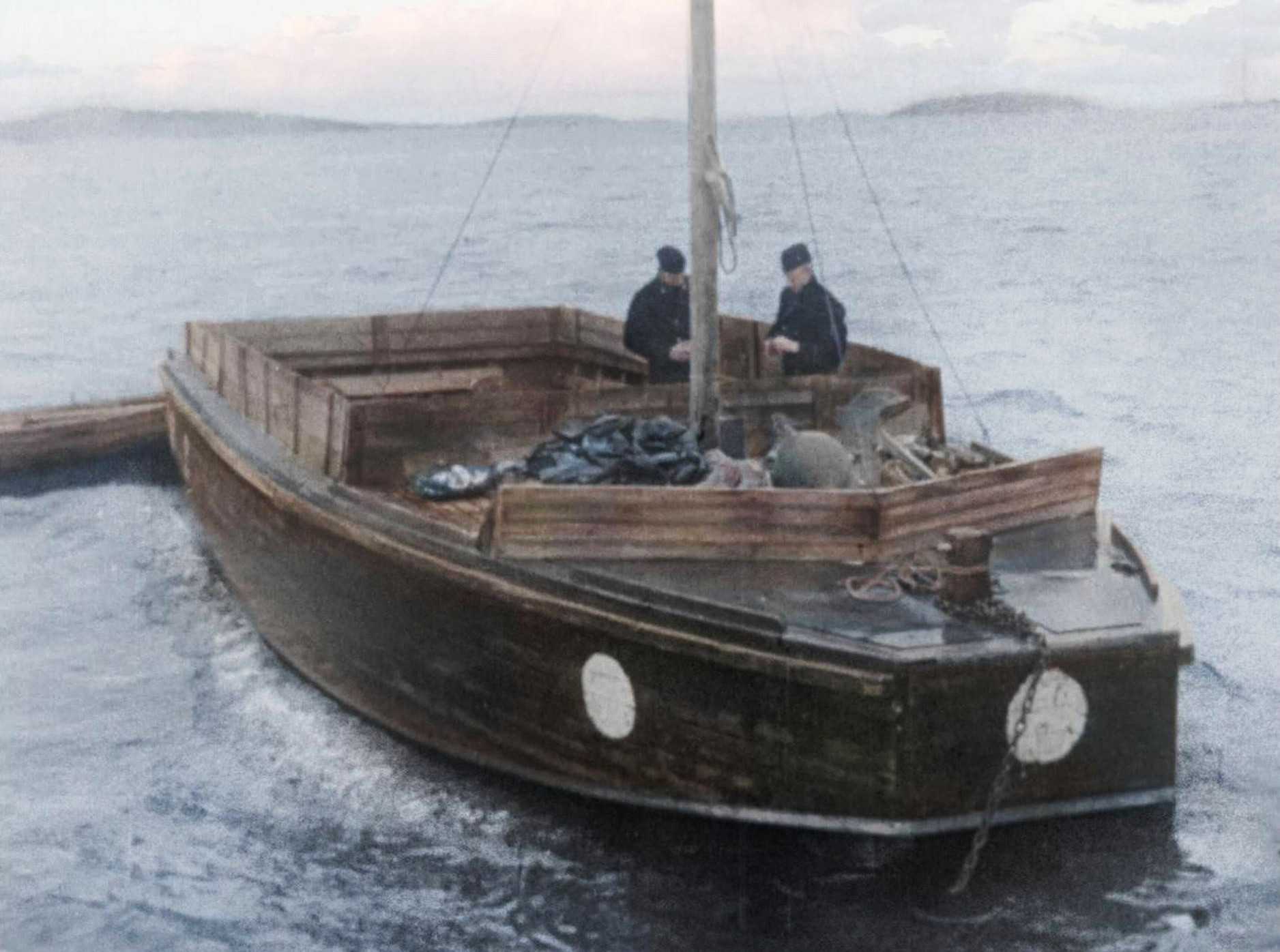
Båten "Palmen" som gav projektet sitt namn.
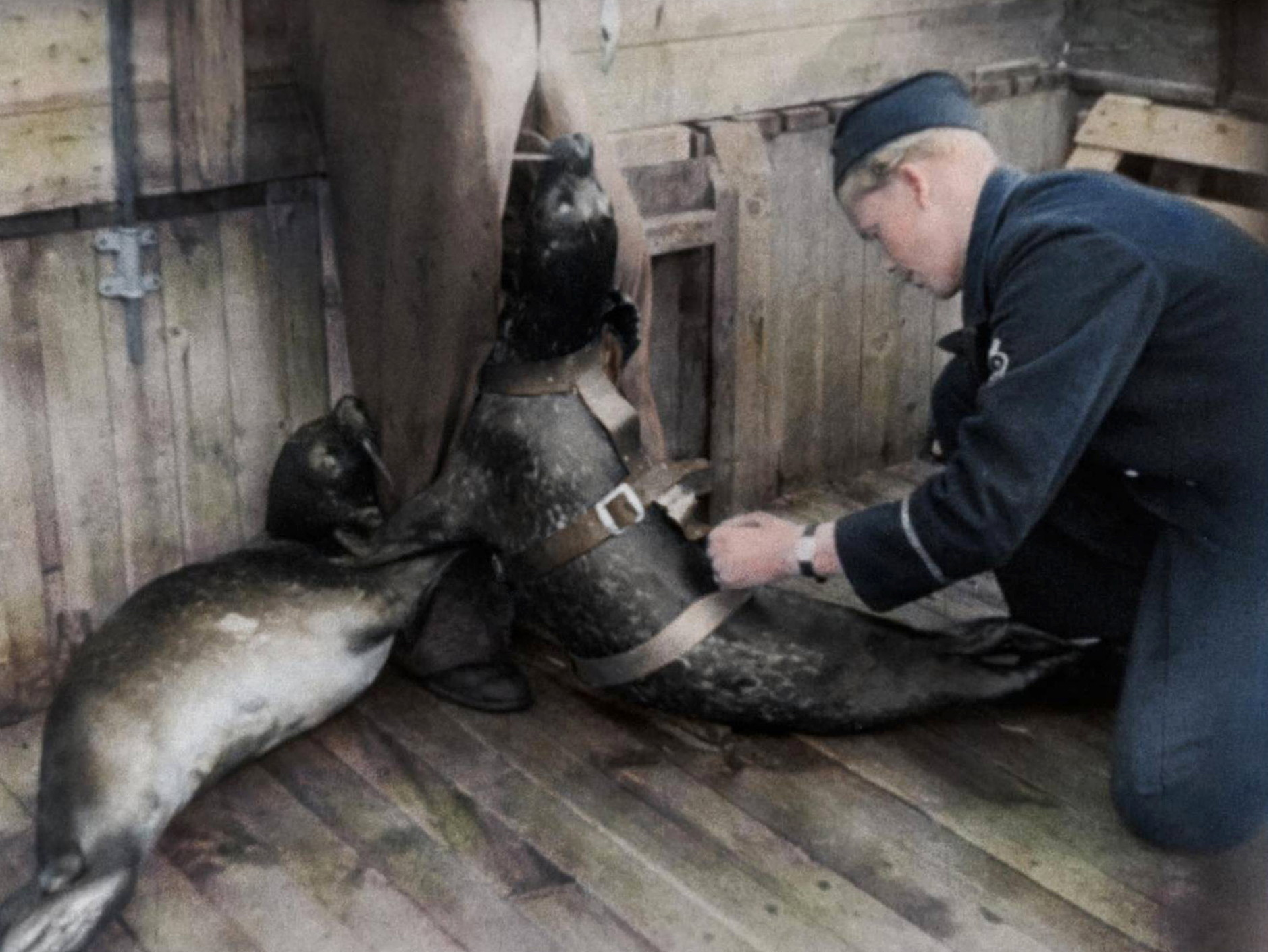
Två sälar och en värnpliktig på "Palmen" förbereder träningen.
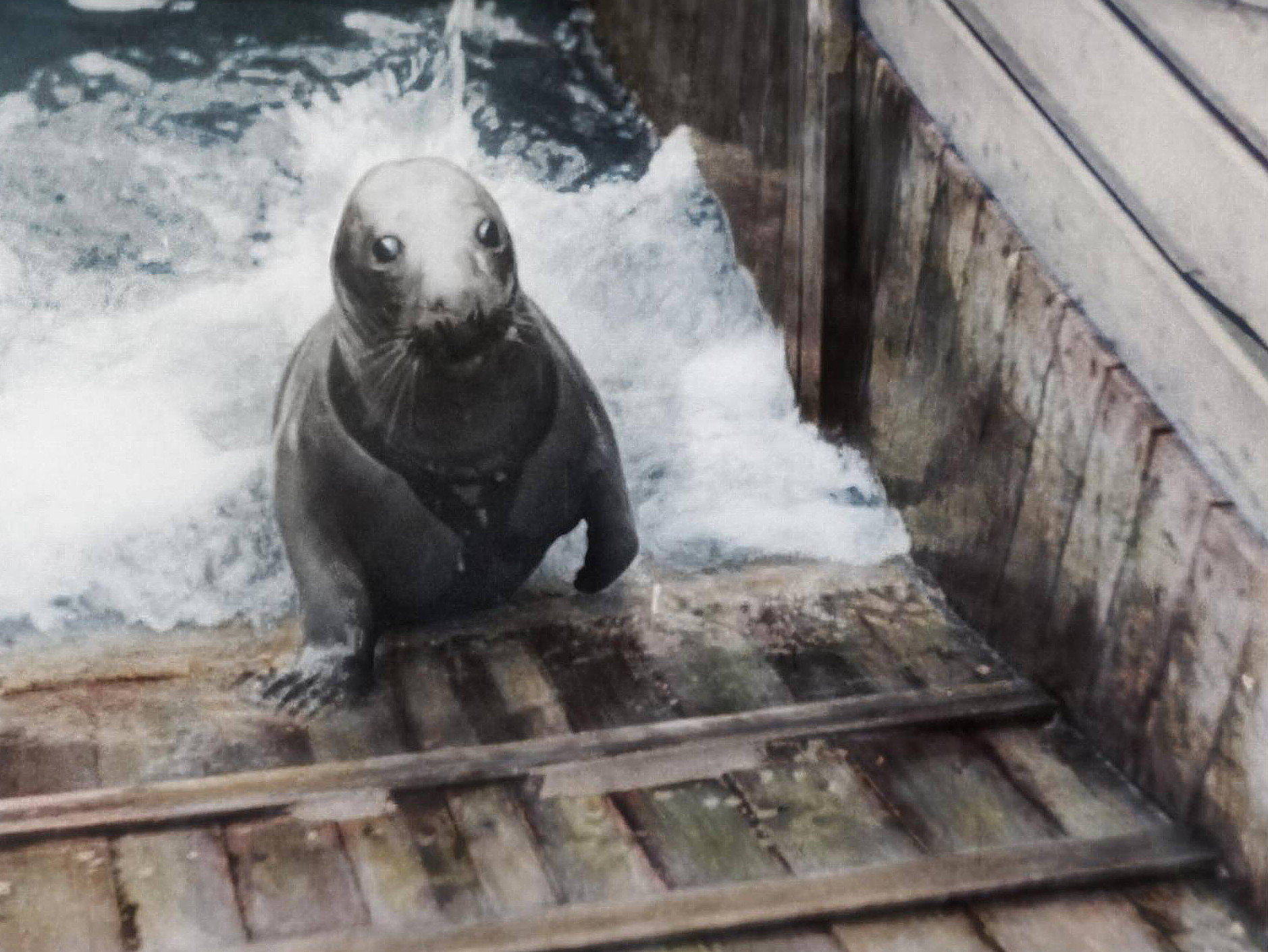
En av sälarna iförd gummisele återvänder till "Palmen".

Samtliga bilder hämtade ur arkivfilm AMF 10338, Demonstration av försökverksamheten "Palmen", som producerats och ägs av Stiftelsen Armé- Marin och Flygfilm. Notera att bilderna omfattas av upphovsrätt och inte får användas fritt. 

## Anläggningen idag

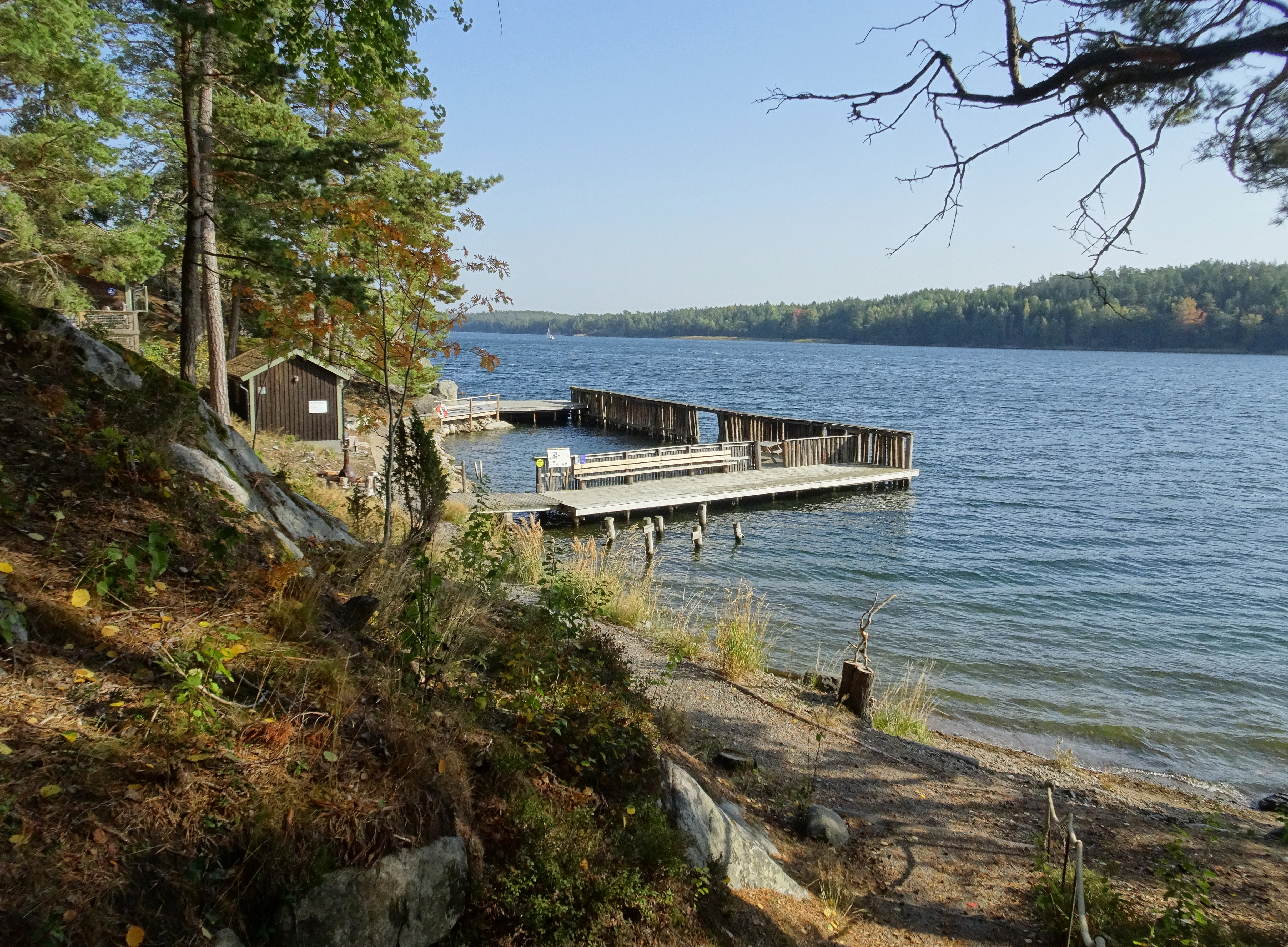
Anläggningens renoverade sälbassäng.

Efter kriget användes anläggningen för olika ändamål. Området var inhägnat och militärt skyddsobjekt. Sälarnas bassänger förföll, men bebyggelsen inklusive Fellenius stuga bevarades. Anläggningens syfte var ännu på 1970-talets slut en väl bevarad hemlighet. På 1990-talet hävdes sekretessen och några få dokument om verksamheten blev tillgängliga, bland annat filmmaterial som tagits av Fellenius. Allt om sälstationen finns på Krigsarkivet men det mesta är fortfarande hemligstämplat. År 1998 övertog Skärgårdsstiftelsen ägarskapet, därefter stod anläggningen övergiven några år. 
År 2011 föddes idén om att göra den en gång topphemliga sälstationen tillgänglig för allmänheten. Konsultföretaget Bjerking fick år 2014 i uppdrag att dokumentera anläggningen och utarbeta förslag till civil användning. År 2017 erhöll stiftelsen medel av EU för renoveringen av den unika sälstationen. En av de ursprungligen åtta bassängerna renoverades och stugorna rustades upp och kan hyras. Stugorna fick namn som påminner om platsens historia: Fellenius stuga, Säl-Pellestugan och Palmen. 
EU-projektet går under namnet Footprints of Defence in the Archipelago, där Försöksstationen Palmen tillsammans med tre andra anläggningar ingår. Projektets syfte är att åskådliggöra militärhistoriska verksamheter som har försiggått i den svenska och finska skärgården. Utöver sälstationen på Gålö ingår Bomarsunds fästningsruiner på Åland, den befästa ön Örö i Finland och sjöslagsplatsen Korpoström i Åbolands västra skärgård i projektet.

### Nutida bilder

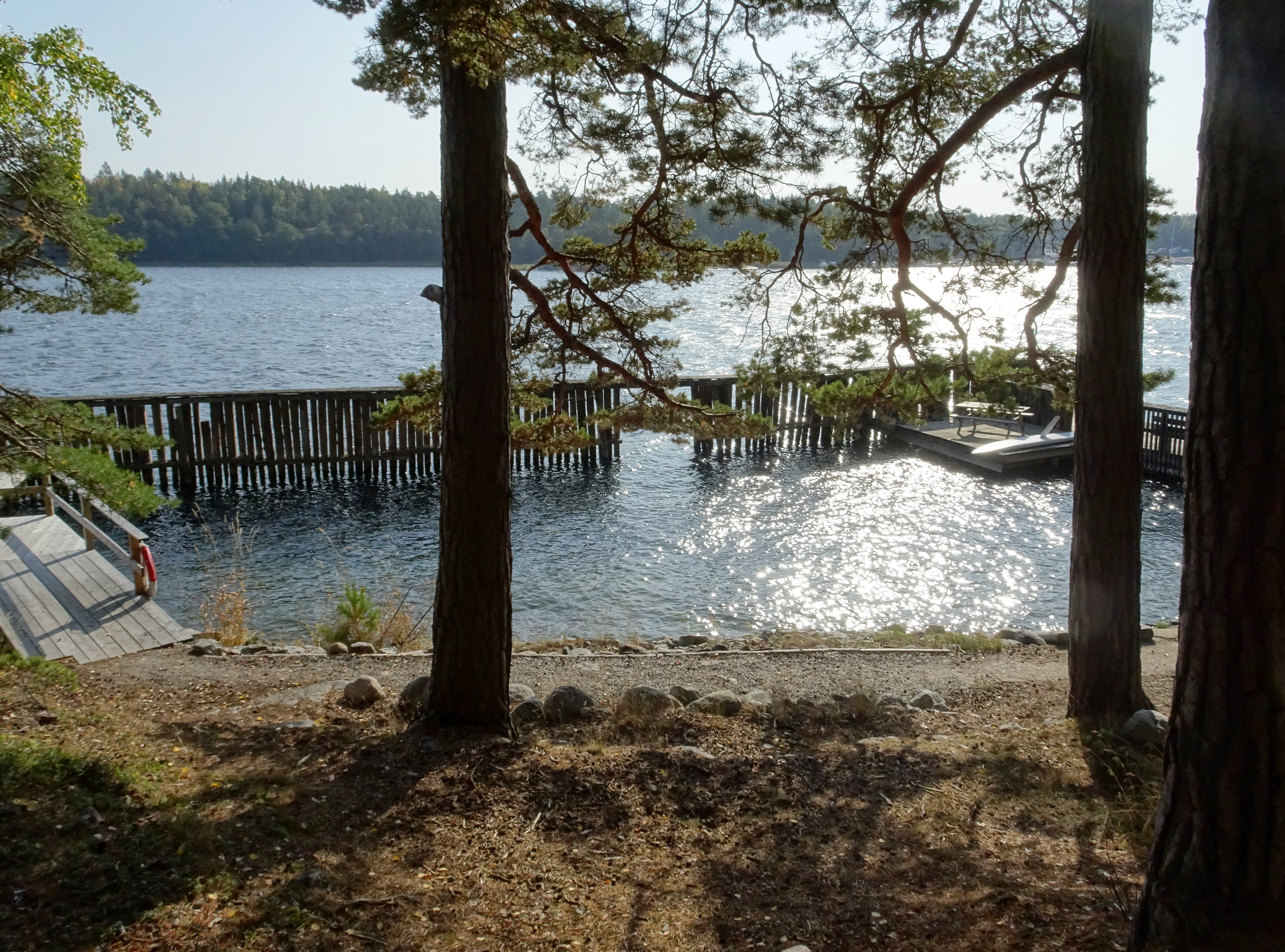
Sälbassängen.
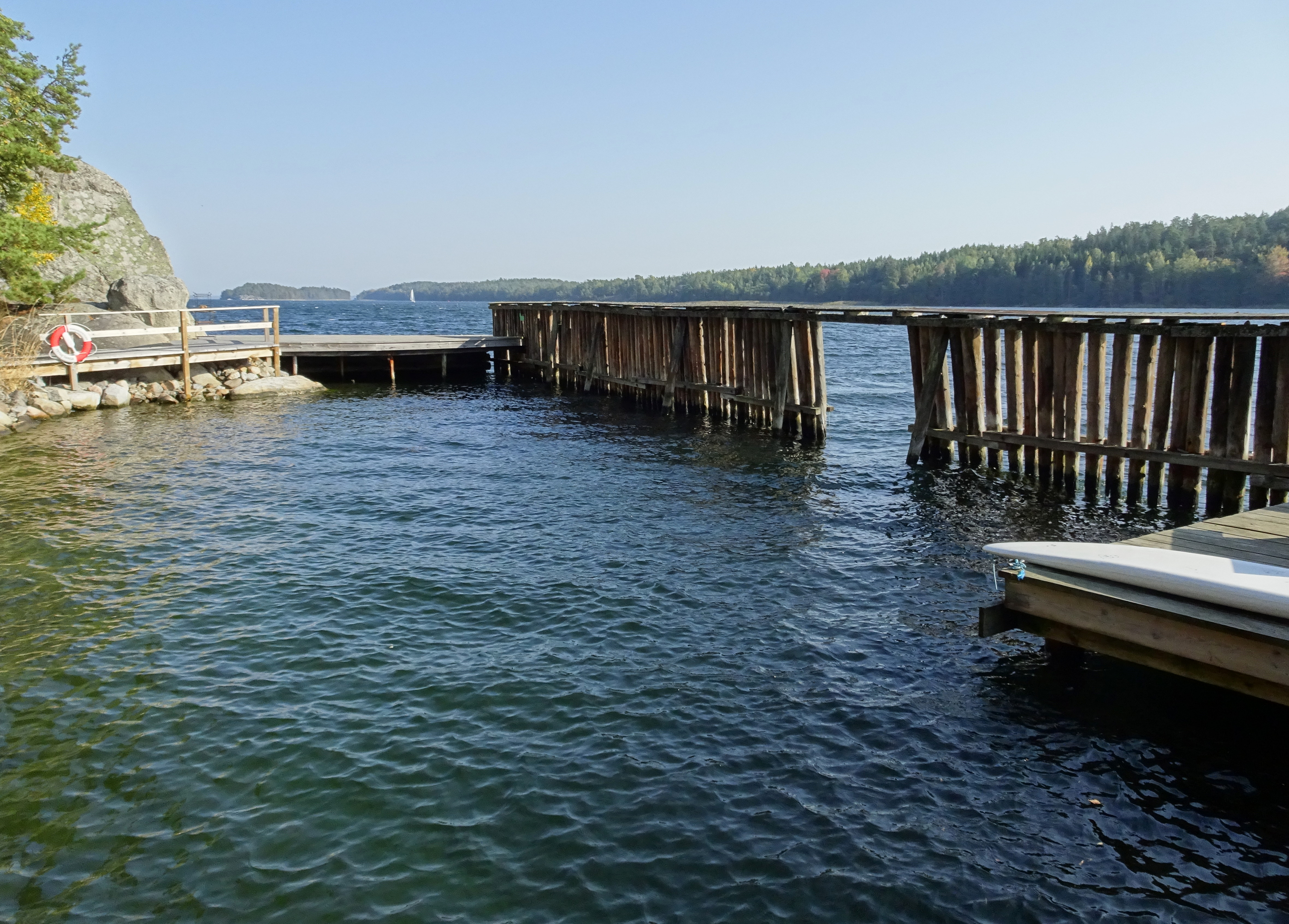
Sälbassängen.
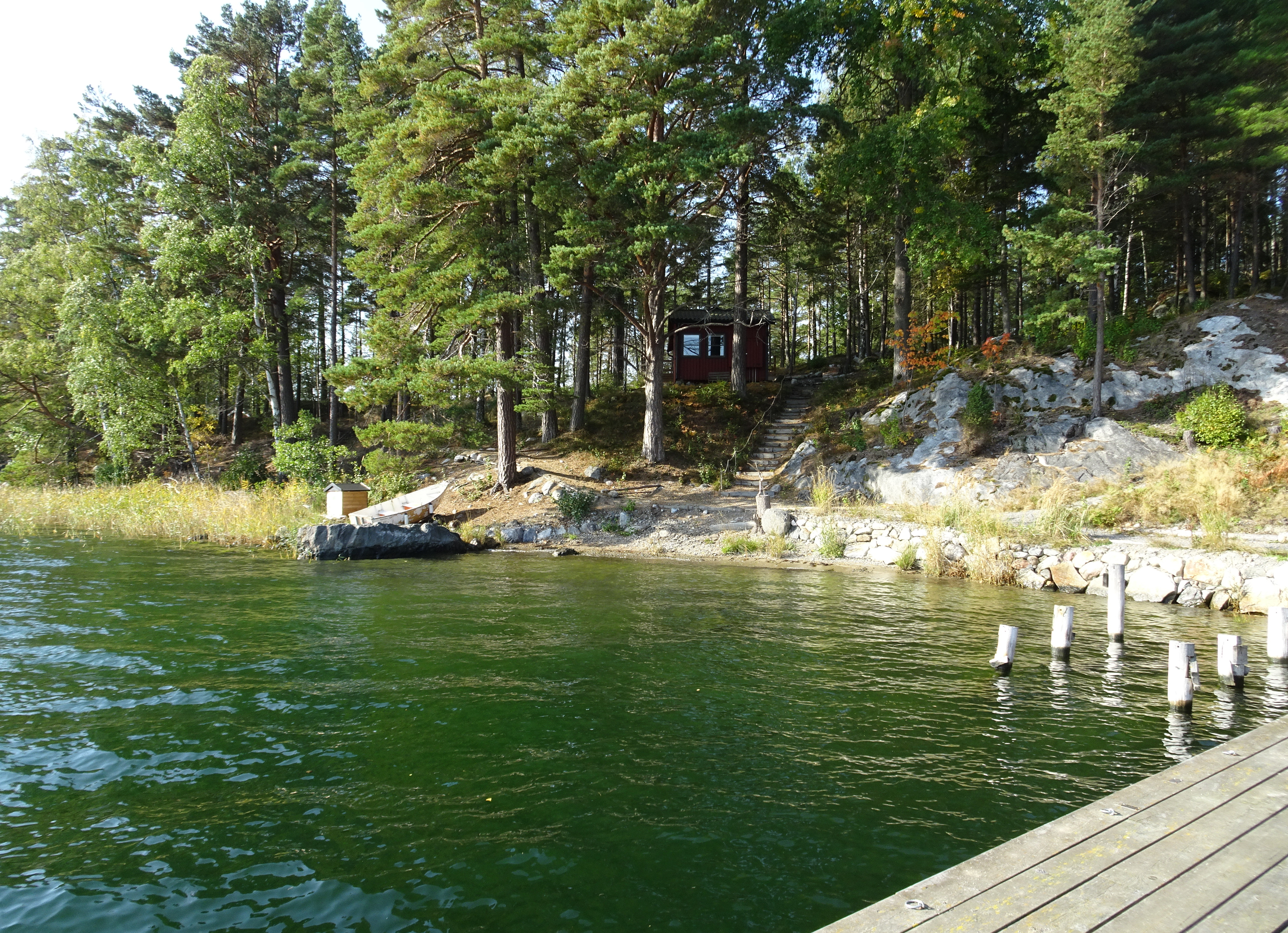
Den numera rivna delen.
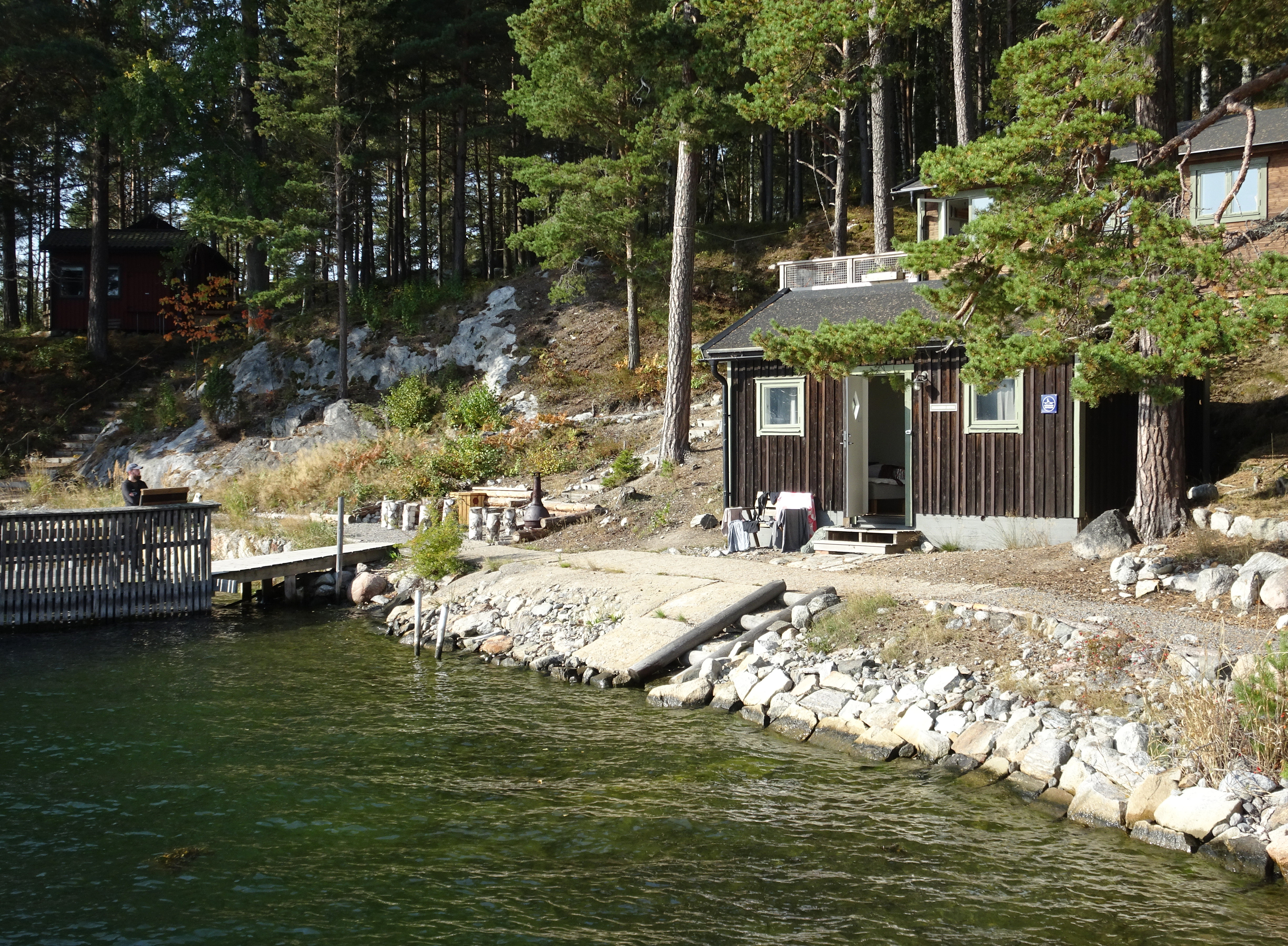
Fellenius stuga.